# Deutsche Forschungsgemeinschaft
Deutsche Forschungsgemeinschaft (phát âm [ˌdɔʏtʃə ˈfɔɐ̯ʃʊŋsɡəˌmaɪnʃaft], DFG [ˌdeːʔɛfˈɡeː]; tiếng Anh: German Research Foundation, nghĩa là Quỹ Nghiên cứu Đức) là một tổ chức tài trợ nghiên cứu của Đức.
Chức năng

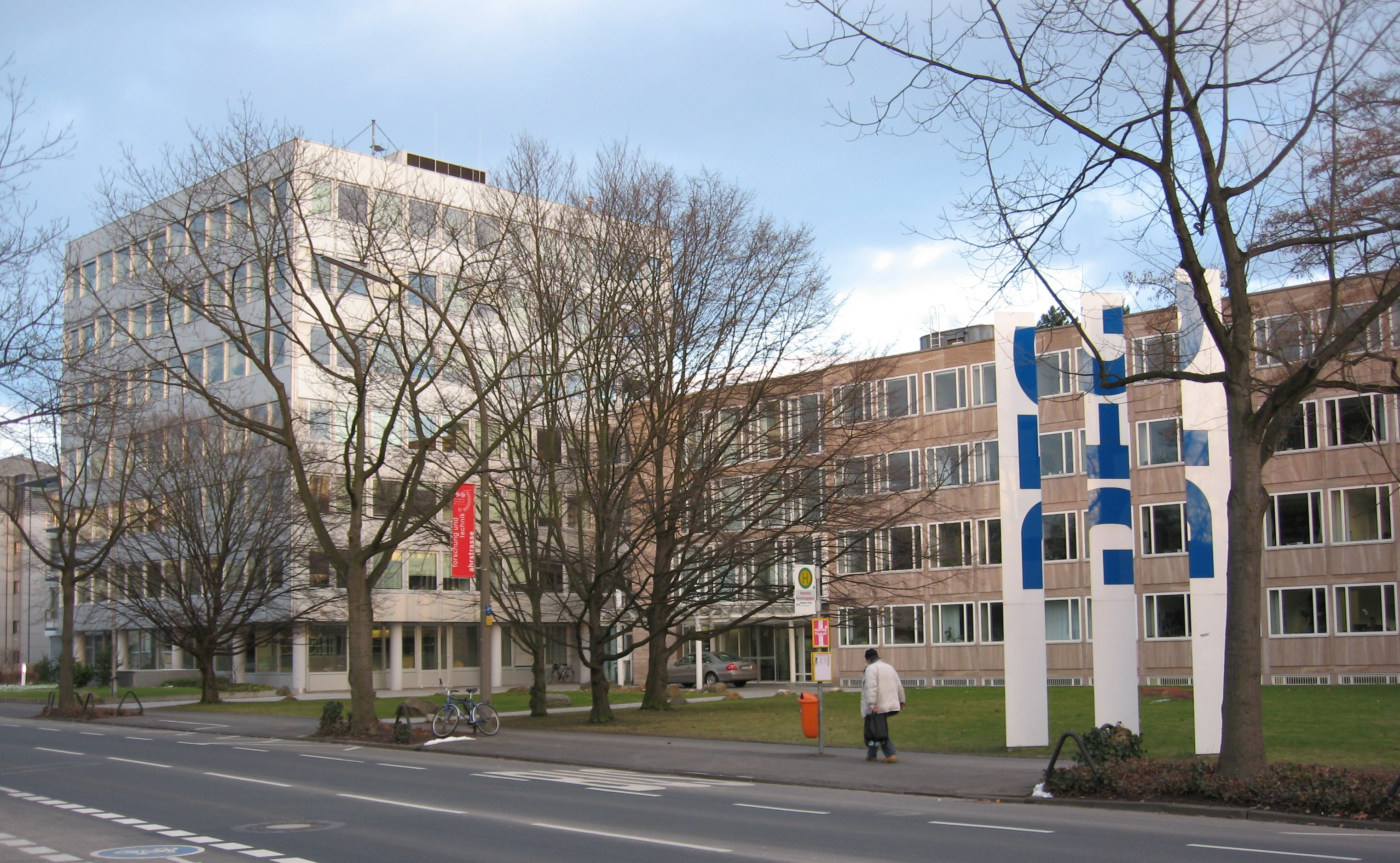
Địa điểm của DFG tại Bonn, Đức.

DFG hỗ trợ nghiên cứu về khoa học, kỹ thuật và nhân văn thông qua nhiều chương trình tài trợ, giải thưởng và bằng cơ sở hạ tầng tài trợ. Tổ chức tự quản có trụ sở tại Bon và được tài trợ bởi các bang của Đức và chính phủ liên bang. Tính đến năm 2017, tổ chức bao gồm khoảng. 100 trường đại học nghiên cứu và các tổ chức nghiên cứu khác.
DFG trao các giải thưởng nghiên cứu khác nhau, bao gồm Giải Gottfried Wilhelm Leibniz. Giải thưởng khoa học Ba Lan-Đức Copernicus được trao cùng với Quỹ Khoa học Ba Lan.
Theo một bài báo năm 2017 trên The Guardian, DFG đã công bố công bố nghiên cứu của mình trên các tạp chí trực tuyến miễn phí.

## Bối cảnh
Năm 1937, Notgemeinschaft der Wissenschaft (NG) được đổi tên thành Deutsche Gemeinschaft zur Erhaltung und Förderung der Forschung ("Hiệp hội hỗ trợ và tiến bộ nghiên cứu khoa học" của Đức), được gọi tắt là Deutsche Forschungsgeme. Ngay cả trước cuộc bầu cử của các nhà xã hội quốc gia lên nắm quyền vào năm 1933, các dự án do NG tài trợ đã làm việc chăm chỉ cho nghiên cứu liên kết của Đức Quốc xã, đặc biệt là nghiên cứu dân tộc học của Đức ở Đông Âu, nơi sẽ đặt nền móng cho Hitlerite "Lebensraum" và các chính sách tiêu diệt; Trong thời kỳ Xã hội Chủ nghĩa Quốc gia, giới lãnh đạo NG đã thể hiện sự sẵn sàng và sẵn sàng thích nghi với thời kỳ mới, bằng cách hướng các hoạt động tài trợ của mình vào các vấn đề liên quan đến vũ khí và chuyên quyền, về cơ bản là phù hợp với các mục tiêu của chế độ mới. Vào cuối Thế chiến II ở Đức, vào năm 1945, DFG không còn hoạt động. Năm 1949, sau khi thành lập Cộng hòa Liên bang, nó được thành lập lại thành NG và một lần nữa từ năm 1951 với tên DFG.

## Kết cấu
Tình trạng pháp lý của DFG là của một hiệp hội theo luật tư. Như vậy, DFG chỉ có thể hành động thông qua các cơ quan theo luật định của mình, đặc biệt thông qua ban điều hành và Đại hội đồng.
DFG là thành viên của Hội đồng Khoa học Quốc tế và có nhiều đối tác trên toàn cầu như Quỹ Khoa học Tự nhiên Quốc gia Trung Quốc, Quỹ Khoa học Quốc gia (Hoa Kỳ) và Hiệp hội Hoàng gia (Anh).
DFG có một số văn phòng đại diện ở Châu Á, Bắc Mỹ và Châu Âu và cũng duy trì Trung tâm Xúc tiến Nghiên cứu Trung-Đức, được thành lập bởi DFG và Quỹ Khoa học Tự nhiên Quốc gia Trung Quốc. Vào ngày 9 tháng 6 năm 2012, DFG đã mở một trung tâm ở thành phố Hyderabad để mở rộng sự hiện diện ở Ấn Độ. Tổ chức nghiên cứu có trụ sở ở Đức và Bộ Khoa học và Công nghệ Ấn Độ đang cùng nhau thực hiện 40 dự án nghiên cứu song phương về khoa học và kỹ thuật. Deutsche Forschungsgemeinschaft là thành viên của Science Europe.

## Tài trợ và hợp tác đáng chú ý
- Thư viện kinh tế quốc gia Đức
- Thư viện Y khoa Quốc gia Đức
- Thư viện Khoa học và Công nghệ Quốc gia Đức
- Greenpilot
- Thư viện âm nhạc ảo